# Estádio Dr. Magalhães Pessoa
Az Estádio Dr. Magalhães Pessoa egy labdarúgó-stadion Leiriaban, Portugáliában.
A stadion az UD Leiria nevezetű helyi csapat otthonául szolgál. 
A 2004-es labdarúgó-Európa-bajnokság egyik helyszíne volt. Befogadóképessége 23 888 fő számára biztosított, amely mind ülőhely.

## Események

### 2004-es Európa-bajnokság
| Dátum       | Időpont UTC+2 | Pályaválasztó | Eredmény | Vendég        | Forduló   | Nézők  |
| ----------- | ------------- | ------------- | -------- | ------------- | --------- | ------ |
| 2004.06.13. | 18.00         | Svájc         | 0–0      | Horvátország  | B csoport | 24 090 |
| 2004.06.17. | 20.45         | Horvátország  | 2–2      | Franciaország | B csoport | 29 160 |